# Markus Koob
Markus Benjamin Koob (né le 5 décembre 1977 à Kronberg im Taunus) est un homme politique allemand (CDU) et député du Bundestag.

## Biographie
Markus Koob étudie les sciences politiques avec une mineure en droit à l'Université de Mayence et obtient une maîtrise en 2006. De 2006 à 2012, il travaille comme conseiller personnel auprès de l'administrateur de l'arrondissement du Haut-Taunus, Ulrich Krebs. De 2012 jusqu'à son élection au Bundestag, il est le porte-parole de l'arrondissement.

## Politique

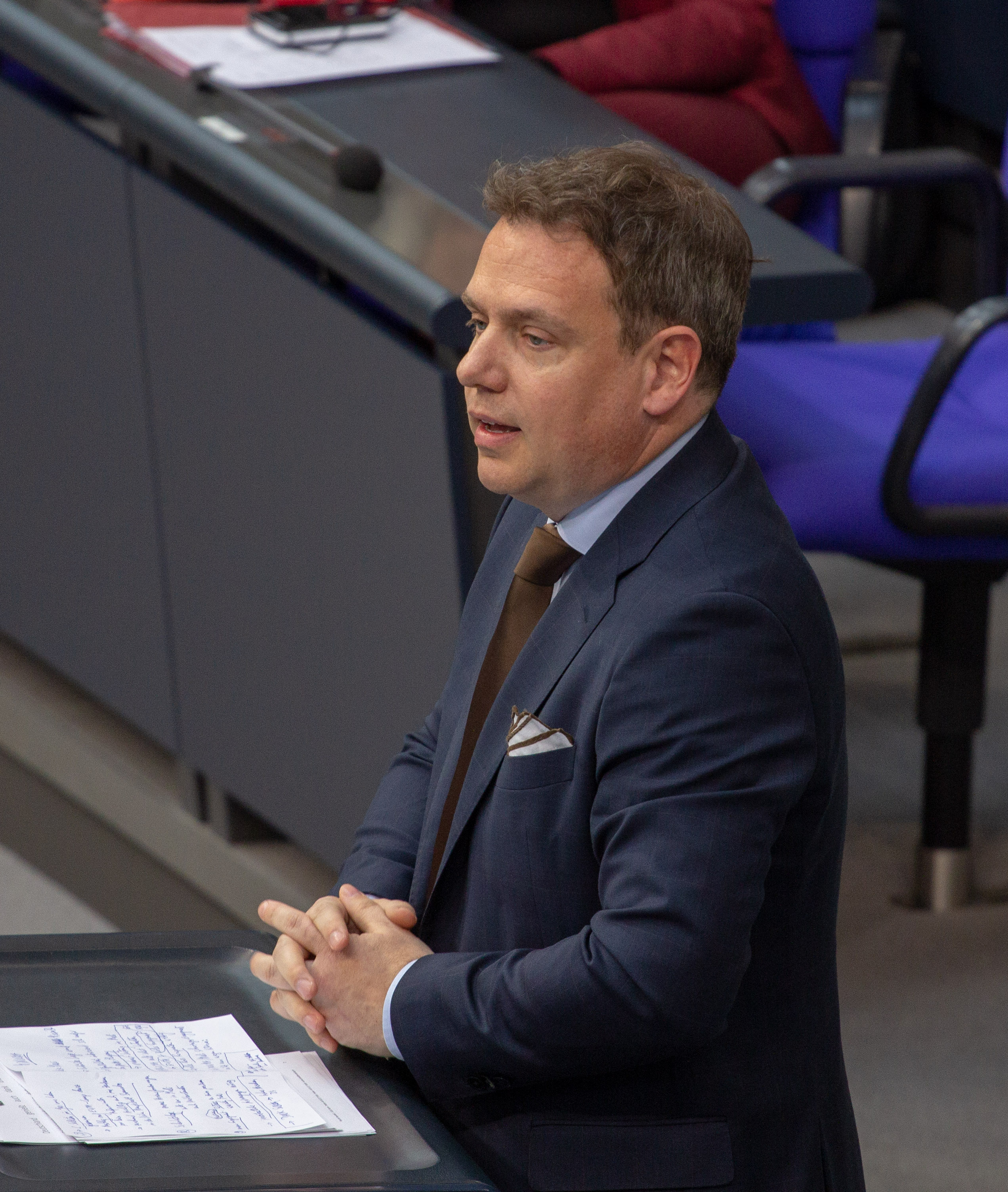
Koob au Bundestag, 2019

Markus Koob rejoint la Junge Union en 1993. En 1995, il devient également membre de la CDU. En matière de politique locale, il est actif en tant que conseiller municipal à Oberursel.
Aux élections fédérales de 2013, Markus Koob est arrivé en tête avec 48,8% des voix et est élu directement au Bundestag dans la circonscription de Haut-Taunus . Il succède à Holger Haibach, qui a renoncé à son mandat au milieu de la précédente législature. Il est réélu lors des élections fédérales de 2017. Il est membre de la commission des affaires étrangères et membre suppléant de la commission de la famille, des personnes âgées, des femmes et de la jeunesse, ainsi que de la sous-commission du désarmement, du contrôle des armements et de la non-prolifération.